# Colquitt, Georgia
Colquitt är administrativ huvudort i Miller County i Georgia. Orten har fått namn efter politikern Walter T. Colquitt. Vid 2010 års folkräkning hade Colquitt 1 992 invånare.

## Kända personer från Colquitt
- Lea Henry, basketspelare
- Peter Zack Geer, politiker